# Pierre Guitton
Pour les articles homonymes, voir Guitton.
Pierre Guitton, né à Loches (Indre-et-Loire) le 16 mars 1944 et mort le 20 juillet 2021 dans la même ville, est un auteur de bande dessinée et un peintre français. Il a notamment dessiné dans les revues iconoclastes des années 1970, comme Charlie Mensuel et Hara-Kiri, ou encore la revue underground Zinc qu'il crée en 1971 avec Gilles Nicoulaud et Béatrice Bröder (Tintin de Terre-Neuve ) .

## Biographie
Pierre Jean François Guitton naît à Loches le 16 mars 1944,.
Il entre à l’école des beaux-arts de Tours en 1962 où il obtient quelques années plus tard un diplôme national de peinture.
En 1969, il publie son premier dessin dans Charlie Mensuel. En 1971, il fonde avec Gilles Nicoulaud le journal Zinc, une des toutes premières revues de bande dessinée underground française, qui paraît jusqu'en 1974.
De 1975 à 1987, Pierre Guitton publie ses dessins et bandes dessinées principalement dans Charlie Mensuel et Hara-Kiri, puis (À suivre) et Zéro. En 1987, il cesse toute collaboration avec la presse et se consacre à la peinture. Il devient alors une figure de la vie artistique en Indre-et-Loire, participant à plusieurs expositions et manifestations culturelles.
En 2011, Le Chant des muses publie Pierre Guitton rétrospective : Et c'est pas fini !, une anthologie de bandes dessinées et d'illustrations publiées notamment dans Zinc et Charlie mensuel. En 2018, la même maison d'édition publie le premier recueil des Contes du Lapin jaune, originellement publiés dans (À suivre) entre 1985 et 1988.
Guitton meurt le 20 juillet 2021 dans sa ville natale de Loches.

## Publications
- Tout doit disparaître, Balland éditeur, 1978
- Et c’est pas fini !  : rétrospective Pierre Guitton, éditions Le Chant des muses, 2011  (ISBN 978-2953477139)
- Les contes de Lapin Jaune, éditions Le Chant des muses, 2018  (ISBN 979-1091730303)